# Маннинен, Ханну
Ха́нну Ка́леви Ма́ннинен (фин. Hannu Kalevi Manninen, род. 17 апреля 1978 года в Рованиеми, Финляндия) — финский двоеборец, олимпийский чемпион 2002 года в командном первенстве, трёхкратный чемпион мира и 4-кратный обладатель Кубка мира. Рекордсмен по количеству выигранных этапов Кубков мира (48). Также имеет опыт выступления на высшем уровне в лыжных гонках. Спортивное прозвище — «Юхис» (фин. Juhis), «Финский медведь». Считается одним из сильнейших лыжников в истории лыжного двоеборья.

## Спортивная биография
Ханну — старший брат известной финской лыжницы, трёхкратной чемпионки мира Пирьё Муранен (в девичестве — Маннинен), специализирующейся в спринте.
Ханну дебютировал на зимних Олимпийских играх в 1994 году в Лиллехаммере в возрасте 15 лет. Там он остался без наград, заняв скромное 38-е место в индивидуальной гонке. Первый значимый успех пришёл к Маннинену в марте 1996 года, когда 17-летний финн выиграл этап Кубка мира в шведском Фалуне. На следующий год на чемпионате мира в Тронхейме Маннинен выиграл серебро в составе эстафетной команды Финляндии (чемпионами стали норвежцы). Через год на Олимпиаде-1998 в Нагано финская сборная вновь выиграла серебро в командном первенстве, уступив норвежцам более минуты. Для финнов это стало первой наградой в эстафете в лыжном двоеборье на Олимпийских играх.
В 1999 году на чемпионате мира в Рамзау финны сумели наконец победить в эстафете, а 20-летний Маннинен впервые стал чемпионом мира. По итогам сезона 1998/99 Маннинен впервые в карьере вошёл в тройку лучших общего зачёта Кубка мира, заняв второе место вслед за норвежцем Бьярте Энгеном Виком. На чемпионате мира-2001 в финском Лахти хозяева не сумели защитить своё звание чемпионов мира, заняв в командном первенстве лишь третье место после норвежцев и австрийцев. Однако спустя год на Олимпиаде-2002 в Солт-Лейк-Сити их ждал полный триумф — Самппа Лаюнен выиграл обе личные гонки, а в командном первенстве финская команда (Яри Мантила, Ханну Маннинен, Яакко Таллус, Самппа Лаюнен) уверенно выиграла прыжковую часть (только австрийцы уступали финнам на старте эстафете менее 1,5 минут) и сумела удержать преимущество до финиша, опередив немцев на 7 секунд и стала олимпийским чемпионом. В Солт-Лейк-Сити Маннинен выступил и в лыжных гонках, заняв высокое восьмое место в спринте.
В 2003 году на чемпионате мира в итальянском Валь-ди-Фьемме финны в очередной раз вошли в тройку призёров в эстафете, на этот раз заняв третье место, уступив австрийцам и немцам.
В сезоне 2003/04 Маннинен впервые в карьере выиграл Кубок мира в общем зачёте. Начинались годы его доминирования в Кубке мира. Ханну сумел победить в Кубке мира ещё трижды подряд (2004/05, 2005/06 и 2006/07), установив рекорд как по количеству побед подряд, так и по общему числу побед (до этого 3 победы в общем зачёте было на счету знаменитого японца Кэндзи Огивары). В сезоне 2016/17 достижение Маннинена превзошёл немец Эрик Френцель, выиграв свой пятый подряд Кубок мира. В сезоне 2005/06 Маннинен выиграл рекордные 12 этапов Кубка мира из 21 (в частности, он выиграл 7 подряд этапов в январе 2006 года).
После блестящего выступления в январе 2006 года Ханну считался безоговорочным фаворитом Олимпиады-2006 в Турине. Однако Олимпиада обернулась для Ханну настоящей катастрофой. В первой гонке турнира 11 февраля — 15 км по системе Гундерсена — Маннинен занял лишь 9-е место. Затем в эстафете действующие олимпийские чемпионы финны заняли третье место после австрийцев и немцев. А в последней гонке чемпионата — спринт 7,5 км — Маннинен пришёл к финишу только 12-м. Таким образом за многолетнее участие на Олимпиадах и чемпионатах мира Маннинен, выигравший к тому моменту уже более 30 этапов Кубков мира, так ни разу и не сумел выиграть ни одной медали в личном виде программы.
Долгожданная личная медаль пришла к Ханну год спустя на чемпионате мира в японском Саппоро. Неудачно выступив в прыжке (только 9-е место), Маннинен совершил впечатляющий прорыв в гонке на 7,5 км и на самом финише сумел вырвать победу у норвежца Магнуса Моана с преимуществом всего лишь в 0,3 сек. Нечто подобное Маннинен пытался совершить и в индивидуальной гонке на 15 км, когда, занимая лишь 24-е место после двух прыжков, он принялся обгонять на лыжне одного соперника за другим, в итоге придя к финишу шестым. В эстафете же финны сумели выиграть золото чемпионата мира впервые с 1999 года, при чём победный финиш на 4-м этапе был на счету Маннинена. Там же в Саппоро золото в составе эстафетной команды Финляндии по лыжным гонкам выиграла и младшая сестра Ханну Пирьё Маннинен. Таким образом Ханну и Пирьё стали первыми братом и сестрой, выигравшими золото чемпионата мира в один год.
В мае 2008 года 30-летний Маннинен объявил о завершении карьеры и намерении стать лётчиком.
Однако спустя год Маннинен вернулся, с тем чтобы принять участие в своей пятой Олимпиаде в канадском Ванкувере. В первой же гонке после возвращения 28 ноября 2009 года Ханну занял второе место на этапе Кубка мира в финском Куусамо. На следующий день Ханну одержал свою 46-ю в карьере победу на этапах Кубка мира. Олимпийские игры однако не принесли Маннинену медалей — в индивидуальных соревнованиях он был четвертым и тринадцатым, а в эстафете финны показали седьмой результат. По итогам Кубка мира Маннинен занял восьмое место, несмотря на пропуск большей части сезона, а также одержал три победы на этапах. Всего же за карьеру Маннинен выиграл 48 этапов Кубка мира.
В сезоне 2010/11 результаты Маннинена резко пошли на спад, он ни разу не попал даже в 10-ку лучших на этапах Кубка мира. Неудачным стал и чемпионат мира 2011 года в Осло, в личных гонках Ханну не сумел попасть в число 15 лучших, а в командном первенстве финны стали седьмыми. В марте 2011 года принял участие в этапе Кубка мира в Лахти, но в обеих личных дисциплинах не попал в число 20 лучших. После этого Маннинен прекратил выступления.
В 2011 году Маннинен окончил Финскую школу авиации (фин. Suomen Ilmailuopisto Oy). Работал в авиакомпании Finnair.

### Возвращение в 2017 году
В январе 2017 года в возрасте 38 лет неожиданно вновь вернулся в двоеборье спустя 6 лет после ухода в 2011 году, чтобы принять участие в своём 8-м чемпионате мира, который проходил в финском Лахти. В эстафете едва не привёл финскую сборную к медалям, но в итоге всё же финны остались на пятом месте, отстав от бронзовых призёров австрийцев на 15 секунд. Примечательно, что три остальные участника сборной Финляндии родились в 1995 и 1996 годах, уже после дебюта Ханну на Олимпийских играх.
На Олимпийских играх 2018 года 39-летний Маннинен занял 23-е место в гонке на 10 км после прыжка с нормального трамплина. В командном первенстве в составе сборной Финляндии (вместе с Леви Мутру, Илккой Херолой и Ээро Хирвоненом) занял шестое место.
Последний раз вышел на старт этапа Кубка мира в марте 2018 года за 1,5 месяца до своего 40-летия. В Лахти Маннинен занял 33-е место в гонке на 10 км после прыжка с большого трамплина.